# Leopoldo Sánchez Ortiz
Leopoldo Sánchez Ortiz (castellà: Leopoldo Sánchez)  (Cartagena, 12 d'agost de 1948 - 13 de novembre de 2021) va ser un autor de còmics i pintor.

## Biografia
Leopoldo Sánchez va néixer a Cartagena el 12 d'agost del 1948. Era cosí dels germans, Leopoldo i José Ortiz Moya, amb els quals compartia afició i gustos pel dibuix i el còmic.
El 1963 amb catorze anys va començar a treballar com a ajudant/aprenent del dibuixant Gigarpe (Ginés García Pérez) que treballava per l'editorial Maga. A la col·lecció Batallas Célebres, d'Ediciones Paulinas, va publicar el seu primer treball titulat “La batalla de Clavijo”. En el camp de l'humor gràfic va fer algunes vinyetes pel diari La Verdad i per l'Editorial Maga a la sèrie El defensor de la cruz, que dibuixava Gigarpe. En aquesta època la majoria de la feina era fer el dibuix a llapis, i en contades ocasions l'entintat.

## Trajectòria
Leopold Sánchez va formar part del Valencia Studio juntament amb José Ortiz i Luis Bermejo, i tots tres van formar part d'un grup que es va unir a l'agència Selecciones Ilustradas el 1974 per començar a treballar per a Warren Publishing. Durant la seva estada amb Warren, Sanchez va treballar per a les revistes de terror, Creepy, Eerie i Vampirella, i dibuixant 50 històries en total. El seu relat Godeye d' Eerie No. 68 (escrit per Budd Lewis) va ser inclòs entre una llista dels 25 millors relats que han aparegut mai en una publicació de Warren per David A. Roach, autor del Warren Companion. Va treballar a les sèries The Spook, The Unholy Creation, The Freaks i The Pea Green Boat per a Eerie, i també va dibuixar tres històries protagonitzades per la mateixa Vampirella.
Durant els anys 70 col·labora amb editorials espanyoles i estrangeres, a Trinca publica una adaptació del Quixot, i comença a treballar, a través de l'agència Toutain, amb diverses publicacions de Warren Publishing, com Creepy, Rufus, Vampus i Vampirella, i la revista alemanya Kun-Fu, per a la qual dibuixa Jeff Blake, l'home de Pinkerton.
Durant la denominada època del boom del còmic per a adults, va crear obres memorables com Bogey principalment per a la revista Cimoc de Norma Editorial.
En 1982, s'uneix, al costat d'altres dibuixants de renom com el seu cosí José Ortiz, Jordi Bernet, Mariano Hispano o Manfred Sommer a la direcció d'Edicions Metropol aprofitant l'expansió de les revistes de còmic per a adults, editorial que arriba a publicar tres revistes: Metropol, Mocambo i K.O. Comics, totes elles de curta vida.